# Brittany Broben
Brittany Broben (Gold Coast, Queensland, 23 de novembre de 1995) és una saltadora australiana guanyadora d'una medalla de plata als Jocs Olímpics de Londres 2012 dins de la categoria 10 m plataforma amb una puntuació de 366.50, per darrere de la xinesa Chen Ruolin.

## Biografia
Sobrenomenada com Britt, va créixer en la Costa d'Or de Queensland, on residia fins a juny de 2012. Brittany és estudiant del Marymount College, situat a Burleigh Heads.

### Carrera
Broben és una clavadista de 10 m plataforma, becada de l'Australian Institute of Sport i entrena en el Brisbane Aquatic Centre. A partir de 2012, té com a entrenador a Xiangning Chen.
En el Australian Open Championships de 2008, Broben va obtenir el primer lloc en Trampolí 1 m i Trampolí 3 m. D'altra banda, en el Australian Junior Elit Championships 2009 va acabar primera en els 10 m plataforma, mentre que en el British Junior Elit Championships 2009 va finalitzar en la primera posició en trampolí 3 m, segona en 10 m plataforma i plataforma sincronitzada, i tercera en trampolí 1 m. En el Campionat del Món Junior 2010 en Fort Lauderdale, va obtenir el segon lloc en 10 m plataforma femení, mentre que en l'Australian Open Championships 2010 va aconseguir el primer lloc en aquesta categoria. En 2011, va competir els 10 m plataforma del Gran Premi dels Estats Units a Fort Lauderdale, on va guanyar una medalla d'or; a més, durant el mateix any va guanyar una medalla de bronze en l'Australian Open Championships 2011 dins de la mateixa categoria. A més, va aconseguir el segon lloc en l'Australian Diving Championships 2012.
A Londres 2012 va guanyar la medalla de plata en els 10 m plataforma amb 16 anys.